# Yutaka Tahara
Yutaka Tahara (jap. 田原 豊, Tahara Yutaka; * 27. April 1982 in Aira, Präfektur Kagoshima) ist ein ehemaliger japanischer Fußballspieler.

## Karriere

### Verein
Tahara besuchte die Handelsoberschule Kagoshima, die bereits mehrere Fußballprofis hervorgebracht hat. Nach seinem Schulabschluss wurde er 2001 von den Yokohama F. Marinos unter Vertrag genommen, kam 2002 zu Kyōto Sanga, 2009 zu Shonan Bellmare, 2012 zum Yokohama FC, 2014 zum thailändischen Verein FC Samut Songkhram und spielte 2015 für den im Vorjahr gegründeten Kagoshima United FC.

### Nationalmannschaft
Mit der japanischen U-20 Nationalmannschaft qualifizierte er sich für die Junioren-Fußballweltmeisterschaft 2001.

## Erfolge
Yokohama F. Marinos
- J. League Cup: 2001